# لئوناردو داوینچی
لئوناردو دی سر پیرو داوینچی (به ایتالیایی: Leonardo di ser Piero da Vinci) ‏(۱۴/۱۵ آوریل ۱۴۵۲ – ۲ مه ۱۵۱۹) دانشمند، نقاش، مجسمه‌ساز، معمار، موسیقی‌دان، مهندس، مخترع، آناتومیست، زمین‌شناس، نقشه‌کش معماری، گیاه‌شناس و نویسنده ایتالیایی در دوره رنسانس بود. شاید بتوان گفت نبوغی که او در کارهایش از خود نشان داده، بیش از هر چیز دیگری مورد توجه نسل‌های آینده و بعدی خود قرار گرفته است. لئوناردو معمولاً به عنوان نمونهٔ بارز یک مرد رنسانس شناخته می‌شود. با وجود اینکه بیش از ۲۵ نقاشی از او باقی نمانده ولی به‌طور گسترده او را یکی از بزرگ‌ترین نقاشان تاریخ دانسته‌اند.
داوینچی را کهن‌الگوی «فرد رنسانسی» دانسته‌اند. وی فردی بی‌نهایت کنجکاو و خلاق بود. وی نظریات خود را در مجموعه یادداشتهایی که بالغ بر هزاران صفحه هستند، ثبت کرده است. او طرحهای مبتکرانه‌ای را برای ساخت سلاح‌هایی مانند توپ‌های بخار، ماشین‌های پرنده و ادوات زرهی ارائه کرده بود، هرچند که بسیاری از آن‌ها هرگز ساخته نشدند. داوینچی اولین طراح هواپیما و صدها اثر معماری دیگر به‌شمار می‌رود. یکی از طرح‌های ابتکاری او لباس غواصی و زیر دریایی جنگی است. او همچنین مسلسل، تانک نظامی، ساعتی که به ساعت داوینچی معروف است، کیلومترشمار و چیزهای دیگری را طراحی یا اختراع کرد و با استفاده از خط معکوس برای طراحی‌های خود یادداشت‌هایی را نوشته است، که آن‌ها را فقط در مقابل آینه می‌توان خواند. او نقاشی‌های زیادی از جمله نقاشی یحیی تعمید دهنده، نقاشی بانویی با قاقم، نقاشی بانوی صخره‌ها و … کشیده است اما بیشترین دلیل شهرت جهانی داوینچی به خاطر نقاشی‌های شام آخر و مونا لیزا است. مارکو روسکی دربارهٔ او می‌گوید: «در حالی که تصورات زیادی در مورد لئوناردو وجود دارد، دیدگاه او از جهان اساساً منطقی است و نه اسرارآمیز و همچنین روش‌های تجربی مورد استفادهٔ او برای زمان خودش غیرعادی بوده است.»

## زندگی

### دوران کودکی

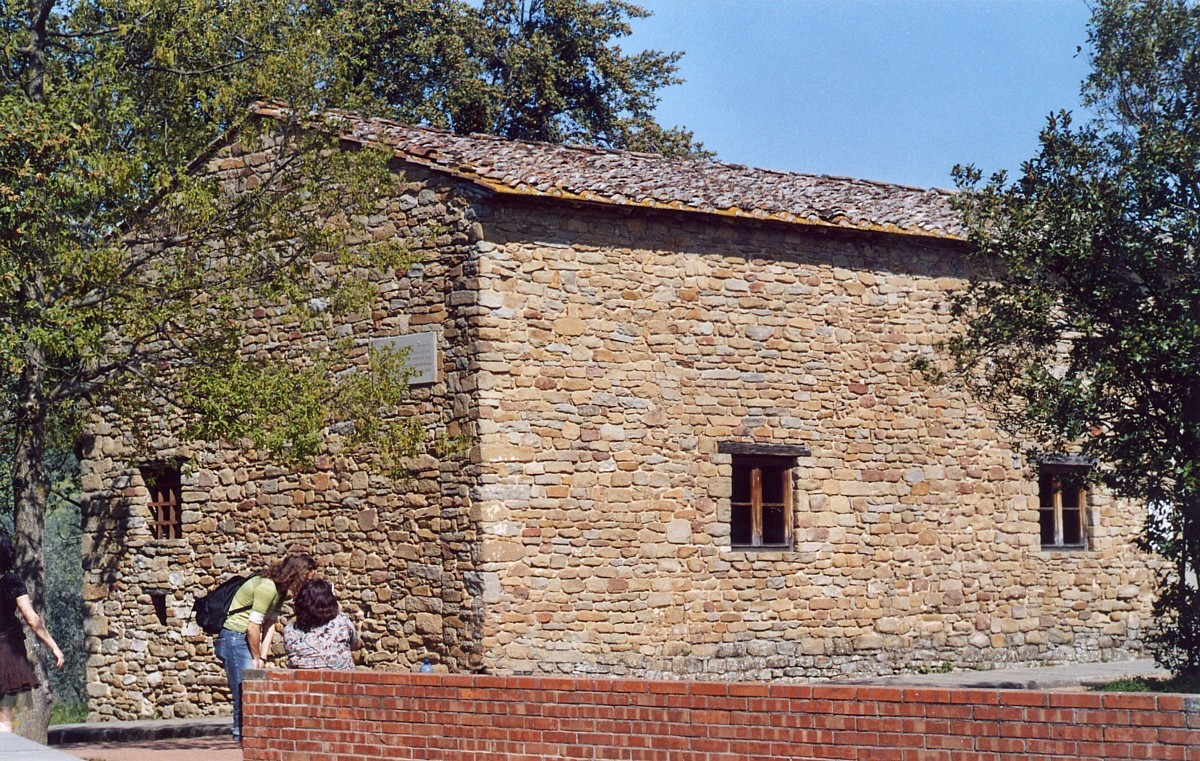
خانهٔ داوینچی در کودکی

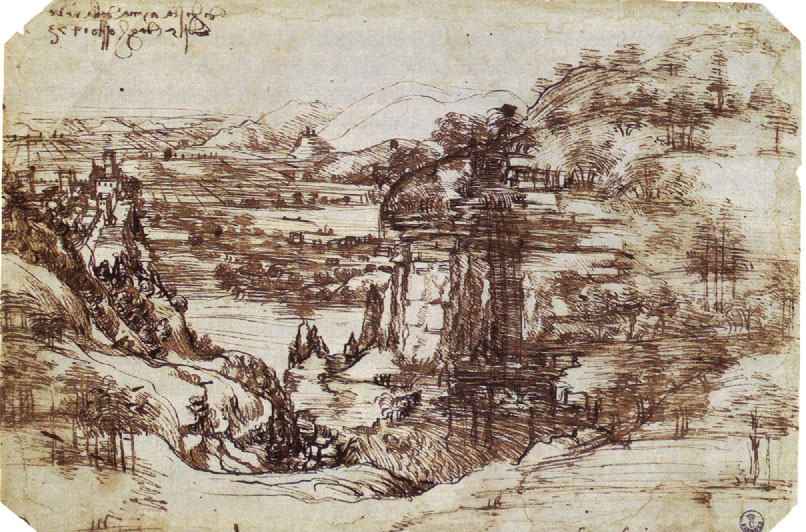
نقاشی که به عنوان اولین کار دا وینچی شناخته می‌شود

لئوناردو در ۱۴ یا ۱۵ آوریل ۱۴۵۲ م در شهر تپه‌ای وینچی در توسکانی، در قلمرو جمهوری فلورانس که در آن زمان تحت سلطه خاندان مدیچی بود، متولد شد. او پسر غیرشرعی سر پیرو فروزینو دی آنتونیو دا وینچی، دفتردار ثروتمند فلورانسی، و زنی دهقان به نام کاترینا که نام کاملش را کاترینا بوتی دل واچا یا کاترینا دی میو لیپی نوشته‌اند، بود. نظریه‌های بسیاری در مورد هویت مادر لئوناردو وجود داشته و دارد، از جمله اینکه او برده‌ای خارجی یا جوانی فقیر اهل همان منطقه بوده است. به گفته الساندرو وتزوزی، شواهد نشان می‌دهد که پیرو برده‌ای بدین نام داشته است. لئوناردو هیچ نام خانوادگی، به معنای امروزی کلمه، نداشت و دا وینچی تنها به معنای «اهل وینچی» است. نام کاملش در زمان تولد لئوناردو دی سر پیرو داوینچی بود که از نظر لغوی به معنای «لئوناردو، [پسر] سر پیرو اهل وینچی» است.
لئوناردو اولین سال‌های زندگی خود را در روستایی به نام آنکیانو در خانه مادرش سپری کرد و احتمالاً از سال ۱۴۵۷ م به بعد راهی خانه پدری‌اش در شهر کوچک وینچی شد و آنجا در کنار پدر، والدین پدرش و عموی خود زندگی کرد. پدرش با دختری ۱۶ ساله به نام آلبیرا آمادوری ازدواج کرد که آلبیرا لئوناردو را بسیار دوست می‌داشت اما در سال ۱۴۶۵ م در جوانی و بدون فرزند درگذشت. در سال ۱۴۶۸ م، زمانی که لئوناردو ۱۶ ساله بود، پدرش بار دیگر با فرانچسکا لانفردینی ۲۰ ساله ازدواج کرد. فرانچسکا هم بدون فرزند مرد. وراث قانونی پیرو از همسر سومش، مارگریتا دی گوگلیلمو که شش فرزند زایید و همسر چهارم و آخرش، لوکرتزیا کورتیجانی که او هم شش بچه زایید، متولد شدند. در مجموع، لئوناردو ۱۲ خواهر و برادر ناتنی داشت که از نظر سنی بسیار کوچکتر از او بودند، به گونه‌ای که کوچک‌ترین آن‌ها زمانی متولد شد که لئوناردو ۴۰ ساله بود. او با خواهران و برادرانش ارتباط کمی داشت.
لئوناردو دانش لاتین، هندسه و ریاضیات را زیر نظر استادان به صورت خصوصی فراگرفت. لئوناردو چند اتفاق از دوران کودکی‌اش را در آثارش روایت کرده است. یکی از آن‌ها مربوط به زمانی است که یک کورکور به سمت گهواره‌اش آمد و دهانش را با دم خود باز کرد. او این را به عنوان نشانه‌ای از نوشته‌های خود در آینده مربوط به این موضوع تعبیر کرد. مورد دوم در ربط با زمانی است که در حال گردش در کوهستان بود: او غاری را کشف کرد و از اینکه ممکن بود هیولای بزرگی در آنجا کمین کرده باشد می‌ترسید، نیز کنجکاو بود بداند درون غار چه چیزهایی وجود دارد. او در یکی از یادداشت‌هایش مربوط به شکل‌گیری رودها نام شهر زادگاهش را نوشته و سپس خط زده است و به نظر می‌رسد برخی از مشاهدات خود از آب‌ها در دوران کودکی را هم به یاد می‌آورد.
سال‌های اولیه زندگی لئوناردو موضوع حدس و گمان‌های تاریخی بوده است. جورجو وازاری، زندگینامه‌نویس قرن شانزدهمی که سرگذشت نقاشان رنسانس را ثبت کرده، در روایتی از لئوناردو در نوجوانی می‌نویسد: «دهقانی یک سپر برای خودش ساخته بود و از سر پیرو درخواست کرد که برای او طرحی بر آن نقش کند. لئوناردو، با الهام از داستان مدوسا، هیولایی که از دهانش آتش بیرون می‌زد را بر آن نقاشی کرد. نقاشی به اندازه‌ای ترسناک بود که پدرش سپر دیگری برای دهقان خرید و به او داد. سپر منقش به نقاشی لئوناردو را نیز به قیمت ۱۰۰ دوکات به یک دلال آثار هنری داد که او نیز آن را به دوک میلان فروخت.»

### هنرکده وروکیو

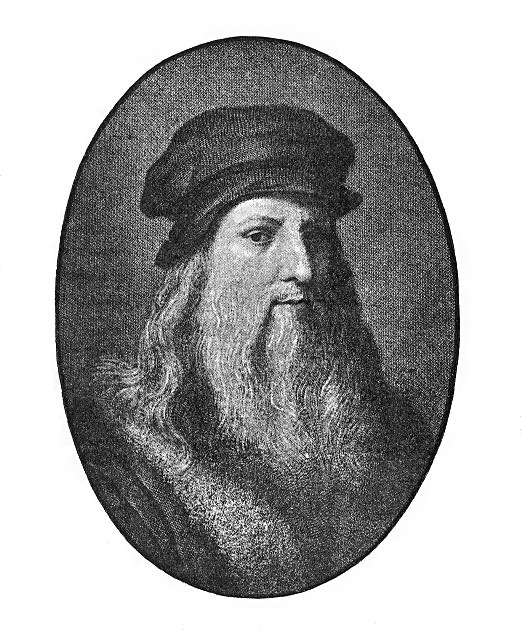
پرتره‌ای از لئوناردو دا وینچی در دوران جوانی

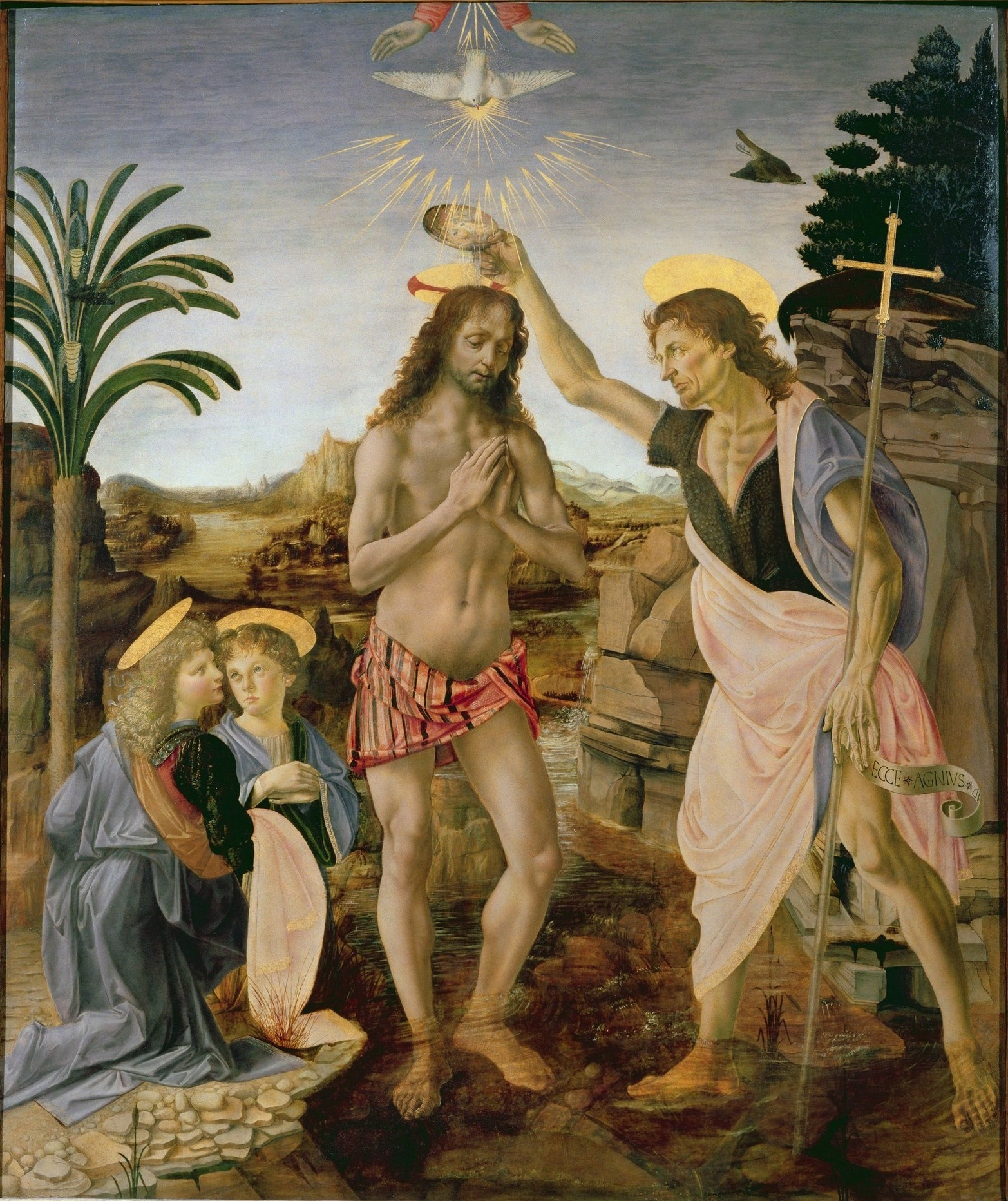
تعمید مسیح، یکی از آثار دا وینچی در کارگاه وروکیو

در اواسط دهه ۱۴۶۰، خانواده لئوناردو به فلورانس که در آن زمان مرکز تفکرات و فرهنگ اومانیستی مسیحی بود، نقل مکان کرد. حدوداً ۱۴ ساله بود که او را به عنوان گارتزونه (شاگرد پسر) به هنرکده آندرئا دل وروکیو که از نقاشان و مجسمه‌سازان برجسته فلورانس درآن زمان بود، فرستادند. این همزمان شد با درگذشت مجسمه‌ساز معروف دوناتلو که استاد وروکیو نیز بود. لئوناردو در سن ۱۷ سالگی کارآموز وروکیو شد و به مدت هفت سال از او تعلیم دید. دومنیکو گرلاندایو، پیترو پروجینو، ساندرو بوتیچلی و لورنزو دی کردی از جمله دیگر نقاشان مشهوری هستند که در این هنرکده کارآموز بودند یا به طریقی با آن ارتباط داشتند. آنجا با رموز فنی ریخته‌گری و کارهای فلزی آشنا شده و آموخته است که چگونه با مطالعه و مشاهده دقیق مدل‌های برهنه و پوشیده، تابلوها و تندیس‌هایی را پدیدآورد. شمار زیادی از نقاشان و پیکرتراشان خوب، از هنرآموزان کارگاه موفق «وروکیو» بودند، ولی «لئوناردو» بسیار بهتر از یک نوجوان با استعداد بود، به گونه‌ای که در هفده سالگی در کار پیکر تراشی و سایر امور مربوط به آن به استاد ماهری تبدیل شده بود و قادر بود ابزارهای پیچیده و ماشین‌های مورد نیاز را پدیدآورد. او همچنین به پژوهش دربارهٔ گیاهان و جانوران مختلف پرداخت تا بتواند از آن‌ها در تابلوهایش استفاده کند؛ علاوه بر این، دانش گسترده‌ای دربارهٔ نورشناسی، ژرفا نمایی و استفاده از رنگ‌ها کسب کرد. چنین آموزشی کافی بود که از هر نوجوان با استعدادی یک هنرمند برجسته بسازد. او پس از اتمام آموزش به شهر میلان رفت.
لئوناردو در سال ۱۴۷۲ به عضویت گروه قدیس لوقا درآمد. مرکز این گروه یا اتحادیه، که عمدتاً از داروفروشان، پزشکان، و هنرمندان تشکیل شده بود، در بیمارستان سانتا ماریانوئووا بود. احتمالاً لئوناردو در آنجا فرصتی برای آموختن کالبدشکافی به دست آورد. در ۱۴۷۸ شورای شهر از او خواست نمازخانه سان برناردو در کاخ وکیو را نقاشی کند ولی بنا به دلایلی، این مأموریت را انجام نداد.
لئوناردو در بسیاری آرزوهای مختلف برای لودویکو استخدام شد. از جمله آماده‌سازی شناورها برای موقعیت‌های خاص، طرح‌هایی برای یک گنبد برای کلیسای جامع میلان و یک مدل برای یک بنای تاریخی مربوط به ورزش سوارکاری بزرگ فرانچسکو اسفورزا که هفتاد تُن برنز برای ریخته‌گری آن استفاده شد. این بنا برای چندین سال ناتمام ماند که برای لئوناردو غیرعادی نیست و در سال ۱۴۹۹ به پایان رسید.

### دوران کهنسالی و مرگ

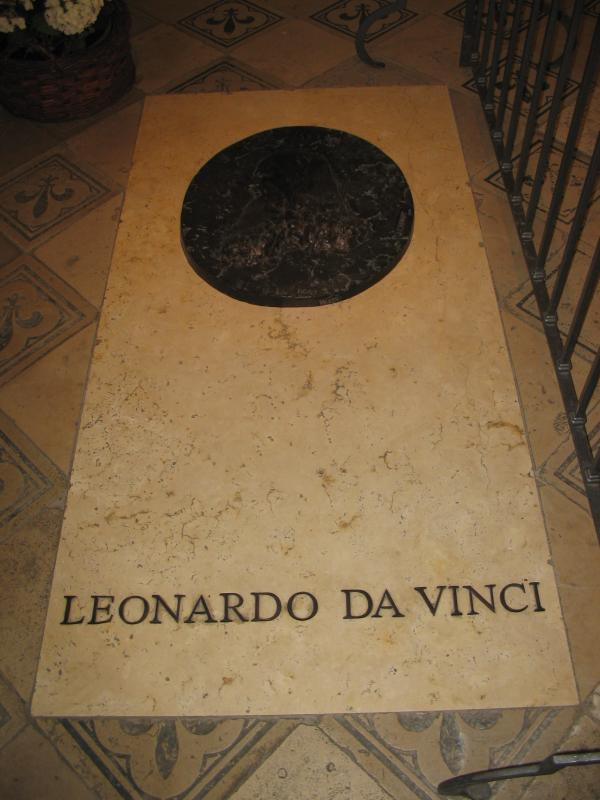
آرامگاه دا وینچی در کلیسای سنت هابرت در شهر آمبویس، فرانسه

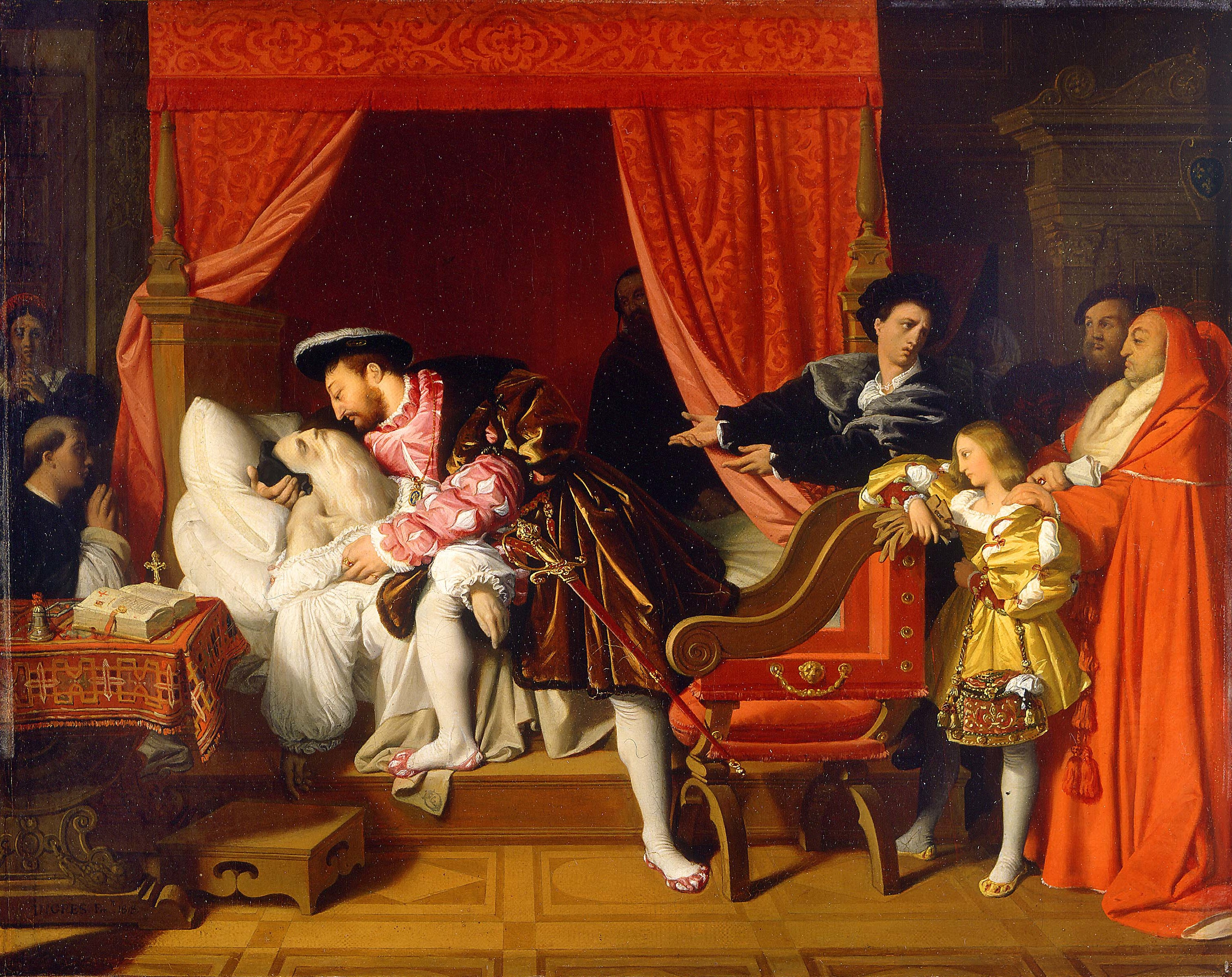
مرگ لئوناردو دا وینچی اثر دومینیک انگر.

دا وینچی اواخر عمر خود را در شهر واتیکان در ایتالیا سپری نمود مکانی که رافائل و میکل آنژ در آنجا فعالیت داشتند.
در اکتبر ۱۵۱۵ فرانسوای اول (François premier)، پادشاه فرانسه، میلان را به تسخیر خود درآورد. در دسامبر همان سال لئوناردو به نزد فرانسوای اول و پاپ لئون دهم فراخوانده شد. به لئوناردو سفارش جدیدی برای ساخت یک شیر مکانیکی داده شد، شیری که می‌توانست به طرف جلو گام بردارد و قفسه سینه‌اش را باز کرده و خوشه‌ای از گل‌های سوسن را نمایان سازد. در سال ۱۵۱۵ به خدمت فرانسوا درآمد و در خانه‌ای ییلاقی در کلوس لوس در نزدیکی اقامتگاه سلطنتی جای گرفت. او سه سال پایانی عمر خویش را به همراه فرانچسکو ملزی شاگردش در آنجا گذرانید و حقوقی معادل هزار اسکودی (واحد پول آن زمان در ایتالیا) دریافت می‌کرد.
دا وینچی در روز دوم ماه مه سال ۱۵۱۹ در حالی که تبدیل به یکی از دوستان صمیمی فرانسوا شده بود در کلوس لوس درگذشت. واساری این‌گونه می‌نویسد که پادشاه سر دا وینچی را در هنگام مرگ در آغوش گرفت هرچند که این داستان عاشقانه و رومانتیک که بسیار باب طبع فرانسویان و بسیاری از هنرمندان است بیشتر به افسانه شبیه است تا واقعیت.
واساری همچنین می‌نویسد که دا وینچی به هنگام مرگ تقاضای حضور یک کشیش برای اعتراف به گناهان می‌کند. بر طبق خواستهٔ او شصت فقیر تابوت او را حمل می‌کنند. او در کلیسای سنت هابرت تدفین می‌شود. ملزی به عنوان وارث او شناخته می‌شود و تمامی پول‌ها، نقاشی‌ها، وسائل و دیگر آثار او به ملزی تعلق می‌گیرد. البته لئوناردو شریک قبلی و قدیمی‌اش، سالای و همچنین خدمتکارش را فراموش نکرد و به هرکدام از آن دو، نصف تاکستان خویش را بخشید.

## زندگی شخصی

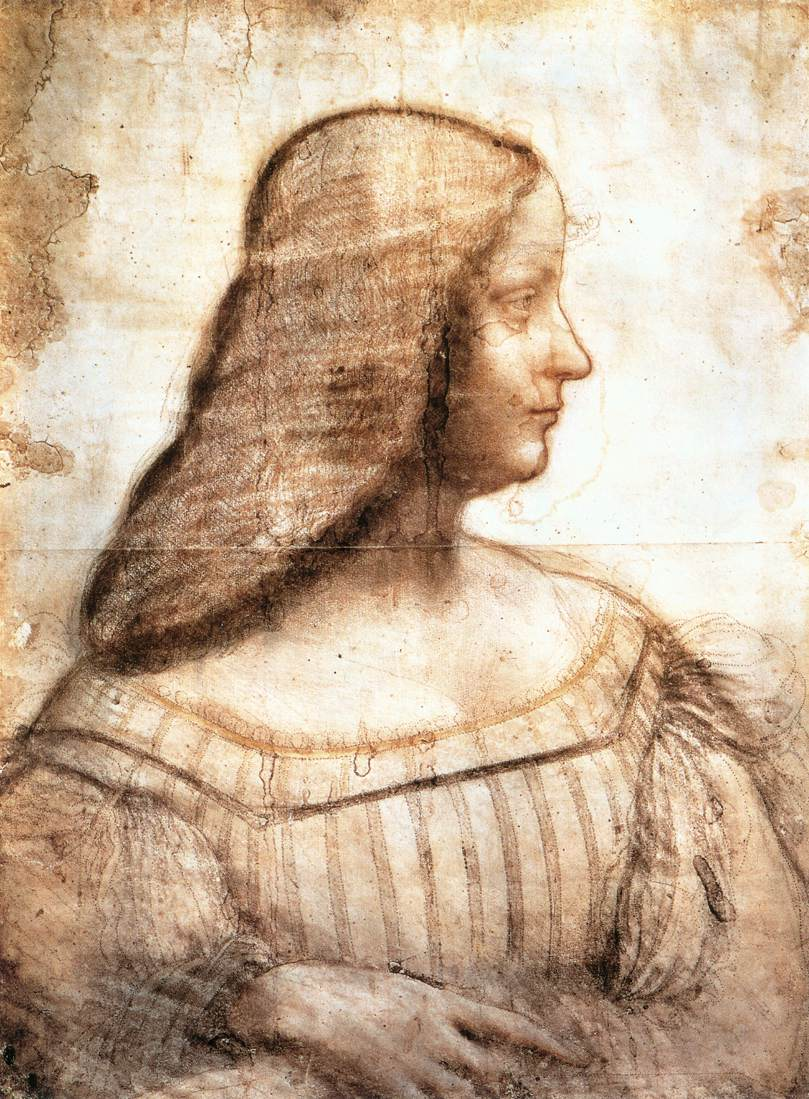
پرترهٔ ایزابلا د استه

در طول زندگی لئوناردو، آن‌گونه که وازاری توصیف کرده است، توانایی‌های خارق‌العاده او در اختراع، «زیبایی ظاهری ممتازش»، «الطاف بی‌نهایتش»، «نیرو و سخاوت زیادش»، «روحیه شاهانه و وسعت عظیم ذهنش» در کنار دیگر ابعاد زندگی‌اش باعث ایجاد کنجکاوی در دیگران می‌شد. یکی از این ابعاد، علاقه‌اش به حیوانات بود. او بنا به گفته وازاری پرندگان محبوس در قفس‌ها را می‌خرید و آزاد می‌کرد و نیز احتمالاً گیاهخوار بود.
داوینچی دوستان زیادی داشت که امروزه در زمینه کاری خود یا به دلیل اهمیت تاریخیشان شناخته شده هستند. از جمله آن‌ها، لوکا پاچیولی بود که در دهه ۱۴۹۰ م با همکاری او کتاب در باب تناسب الهی را تألیف کرد. به نظر می‌رسد که لئوناردو، جدا از دوستی‌اش با سیسیلیا گالرانی و خواهران د اِسته (ایزابلا و بئاتریس)، هیچ دوستی نزدیکی با زنان نداشته است. از ایزابلا د اِسته به عنوان تنها زنی که شناخت نسبتاً کاملی نسبت به او داشت نامبرده می‌شود. نقل است داوینچی در سفری به همراه ایزابلا به منتووا، از او پرتره‌ای کشید که به نظر می‌رسد قرار بود طرح اولیهٔ یک نقاشی باشد اما هم‌اکنون گم شده است.

یحیای تعمید دهنده

گذشته از دوستی و روابط او با دوستانش، داوینچی زندگی خصوصی خود را پنهان نگه داشته بود. گرایش‌های جنسی او موضوعی برای طنز، تجزیه و تحلیل و حدس و گمان بوده است. این موضوع در اواسط قرن ۱۶ شکل گرفت و در قرون ۱۹ و ۲۰ دوباره احیا شد. مهم‌ترین پژوهش در این باب توسط زیگموند فروید در اثری به نام داوینچی، خاطره‌ای از کودکی او انجام شده است
صمیمی‌ترین روابط زندگی لئوناردو، احتمالاً با شاگردانش سِلای و ملتزی بوده است. ملتزی در نامه‌ای به برادران لئوناردو جهت آگاه‌کردن آنان از مرگ او، می‌نویسد که داوینچی رابطه‌ای عاشقانه و پرشور با آن دو شاگردش داشته است. از قرن ۱۶ ادعاهایی مبنی بر اینکه روابط دارای ابعادی جنسی و شهوانی نیز بوده‌اند، وجود داشته است. اسناد دادگاهی مربوط به سال ۱۴۷۶، زمانی که لئوناردو ۲۴ ساله بود، وجود دارد که نشان می‌دهد او به همراه ۳ مرد جوان دیگر به «لواط» با یک مرد تن‌فروش متهم شده است. آن‌ها به دلیل نبود مدارک کافی تبرئه شدند اما از آنجا که یک نفرشان (لیوناردو د تورنابونی) از افراد نزدیک به لورنتزو د مدیچی بود، حدسیاتی وجود دارد که خانواده مدیچی از نفوذ خود در فلورانس برای تبرئه آنان استفاده کرده است. از آن تاریخ به بعد بحث‌های زیادی پیرامون همجنس‌گرا بودن داوینچی و تأثیر گرایش جنسی او بر آثارش که در حالت دوگانهٔ مردانه و زنانه و شهوت مشهود در تابلوی یحیی تعمید دهنده، باکوس و دیگر آثار اروتیک او تجلی یافته، شکل گرفته است.
جیان جیاکومو کاپورتی د اورنئو یا همان سالای از سال ۱۴۹۰ همراه با دا وینچی زندگی می‌کرد. تنها پس از گذشت یک سال از پیوستن سالای به دا وینچی، او لیستی از خرابکاری‌ها و تخطی‌های سالی فراهم کرد. لئوناردو او را دزد دروغگو کله‌شق و دله خطاب کرد. پس از اینکه او دست کم پنج بار با پول‌های دا وینچی فرار و آن‌ها را صرف کارهایی همچون خرید لباس کرد. اما با این حال دا وینچی همواره نسبت به سالای رفتاری بسیار محبت‌آمیز داشت. سالای به مدت سی سال همراه با او زندگی کرد. سالای تعدادی از نقاشی‌های خود را به نمایش گذاشت هرچند که جورجو وازاری یکی از نقاشان معروف ایتالیا عقیده داشت که دا وینچی فنون نقاشی را به خوبی به او آموخته است اما کارهای سالای نسبت به کارهای دیگر شاگردان دا وینچی از خلاقیت هنرمندانهٔ کمتری برخوردار بود. در سال ۱۵۱۵ او مدل کاملاً برهنه‌ای از مونا لیزا را کشید و نام ان را مونا وانا نهاد.
در سال ۱۵۰۵، لئوناردو دا وینچی شاگرد دیگری را به نام کنت فرانسیسکو ملزی اختیار نمود. کسی که ادعا می‌شود محبوب‌ترین شاگرد در نزد وی بوده است. او به همراه دا وینچی به فرانسه مسافرت کرد و تا آخر عمر دا وینچی در کنار او باقی‌ماند. پس از مرگ دا وینچی تمامی کارهای او به ملزی رسید و او از آن‌ها به خوبی نگهداری کرد.

## نقاشی
لئوناردو یک نقاش پرکار نبود، در حقیقت او پرکارترین نقشه‌کش و طراح بود. او مقاله‌های زیادی در مورد کوچک‌ترین مسائل و طرح‌هایی با کوچک‌ترین جزئیات را در مورد مسائلی که توجهش را جلب می‌کرد، نگهداری می‌نمود. علاوه بر این مقالات و طرح‌ها، مطالعات زیادی پیرامون نقاشی انجام داده است که از آنان برای کشیدن برخی از تابلوهای معروف خود همچون بانوی صخره‌ها و «شام آخر» استفاده نموده است. قدیمی‌ترین نقاشی داوینچی منظره‌ای از دره آرنو (a Landscape of the Arno Valley) است که در سال ۱۴۷۳ کشیده شد و رودخانه، کوه‌ها، یک قلعه و مزارع کشاورزی را در جزئیاتی دقیق نشان می‌دهد.

### مونا لیزا

برجسته‌ترین اثر دا وینچی، مونا لیزا، مشهور به لبخند ژکوند

داوینچی برای کشیدن تابلوی مونا لیزا از سال ۱۵۰۳ آغاز به کار کرد و اتمام آن تا ۱۵۰۷ به طول انجامید. شهرت دا وینچی به خاطر اثر ماندگار وی در تاریخ، مونا لیزا، بوده است.
تابلوی مونا لیزا احتمالاً پر آوازه‌ترین شبیه‌سازی از چهرهٔ فردی در جهان است. از سدهٔ نوزدهم یا حتی پیش از آن به بعد، این چهرهٔ رمز آمیز، بخشی از فرهنگ عامهٔ غربی شده است. لاژوکوندا (ژوکوند) همسر زانوبی دل ژوکوندو ی بانکدار، که پس از بازگشت لئوناردو از میلان به فلورانس نقاشی شده، به حال نشسته در میان دو پایهٔ یک ایوان سرپوشیده شبیه‌سازی شده است. این زن با نمای نیم قد و دستهای روی هم نهاده و چشمان خیره شده به تماشاگر، نشان داده شده است. ابهام و راز این «خنده» پرآوازه، واقعاً نتیجهٔ شیفتگی لئوناردو به سایه روشن جوّ و مهارتش در نمایاندن آن است. شاید در سدهٔ رومانتیک پرور نوزدهم، بیش از حد دربارهٔ این «خنده» مرموز بحث شد، ولی کسی به علاقهٔ سراپا علمی لئوناردو به ماهیت نور و سایه اشاره‌ای نکرد. از طرف دیگر، به احتمال زیاد خود لئوناردو نیز از تأثیر شگفت‌انگیزی که در این تابلو بر تماشاگر می‌گذارد، لذتها برده است؛ این اثر یکی از تابلوهای محبوبش بود و هیچگاه نمی‌توانست آن را از خودش جدا کند. طراحی بی نظیری که در زیر سایهٔ گریزان حاضر است، از لحاظ نمایاندن سر و دستها - که استثنائاً فوق‌العاده زیبا هستند - یک پیروزی بزرگ به‌شمار می‌رود. این احتمال نیز وجود دارد که نیت هنرمند، سردرگم کردن بیننده یا شیفتن وی و مجاز ساختنش به تفسیر آزادانهٔ این شخصیت نهفته بوده باشد.
نسخهٔ کنونی تابلوی نقاشی مونا لیزا دارای ابعاد ۷۷×۵۳ سانتیمتر است. نسخه‌ای که او تهیه کرده بود از نسخه فعلی، بزرگتر بود چرا که در گذر زمان دو ستون از طرفین چپ و راست این تابلو بریده شده است. به همین دلیل به هیچ وجه مشخص نیست که مونا لیزا در این تابلو نشسته است. همچنین باید اشاره کرد که بسیاری از قسمت‌های این تابلو به مرور زمان خراب یا دوباره نقاشی شده است. اما با این وجود شخصیت اصلی نقاشی همچنان محفوظ مانده است.
در ۲۱ اوت ۱۹۱۱ تابلوی مونا لیزا توسط یک دزد ایتالیایی دزدیده شد و به ایتالیا برده می‌شود. پس از گذشت دو سال این تابلو در زادگاه خود یعنی فلورانس دیده می‌شود و پس از انجام برخی فعالیت‌های اداری و قانونی تابلو دوباره به موزه لوور بازگردانده می‌شود.
در سال ۱۹۵۶ شخصی اقدام به پاشیدن اسید به قسمت پایینی تابلو نمود که مرمت آن سال‌ها به طول انجامید. در دهه‌های ۶۰ و ۷۰ میلادی شهرهای نیویورک، توکیو و مسکو میزبان این تابلو بوده‌اند.

### سنت جروم در بیابان
یک نقاشی ناتمام از لئوناردو داوینچی، هنرمند ایتالیایی دوره رنسانس است که تاریخ آن به قرن بیستم می‌رسد. ۱۴۸۰_۱۴۹۰. یک مطالعه اخیر مرتبط با خانم با ارمینه که توسط لئوناردو داوینچی انجام شد در همان زمان از این فرضیه حمایت می‌کند. ترکیب‌بندی نقاشی به صورت تک رنگ بر روی پانل چوبی اولیه کشیده شده است. در تاریخ نامعلومی پس از مرگ لئوناردو، پانل به پنج تکه بریده شد و در نهایت به شکل اولیه خود بازگردانده شد (منهای یک مثلث بسیار کوچک)

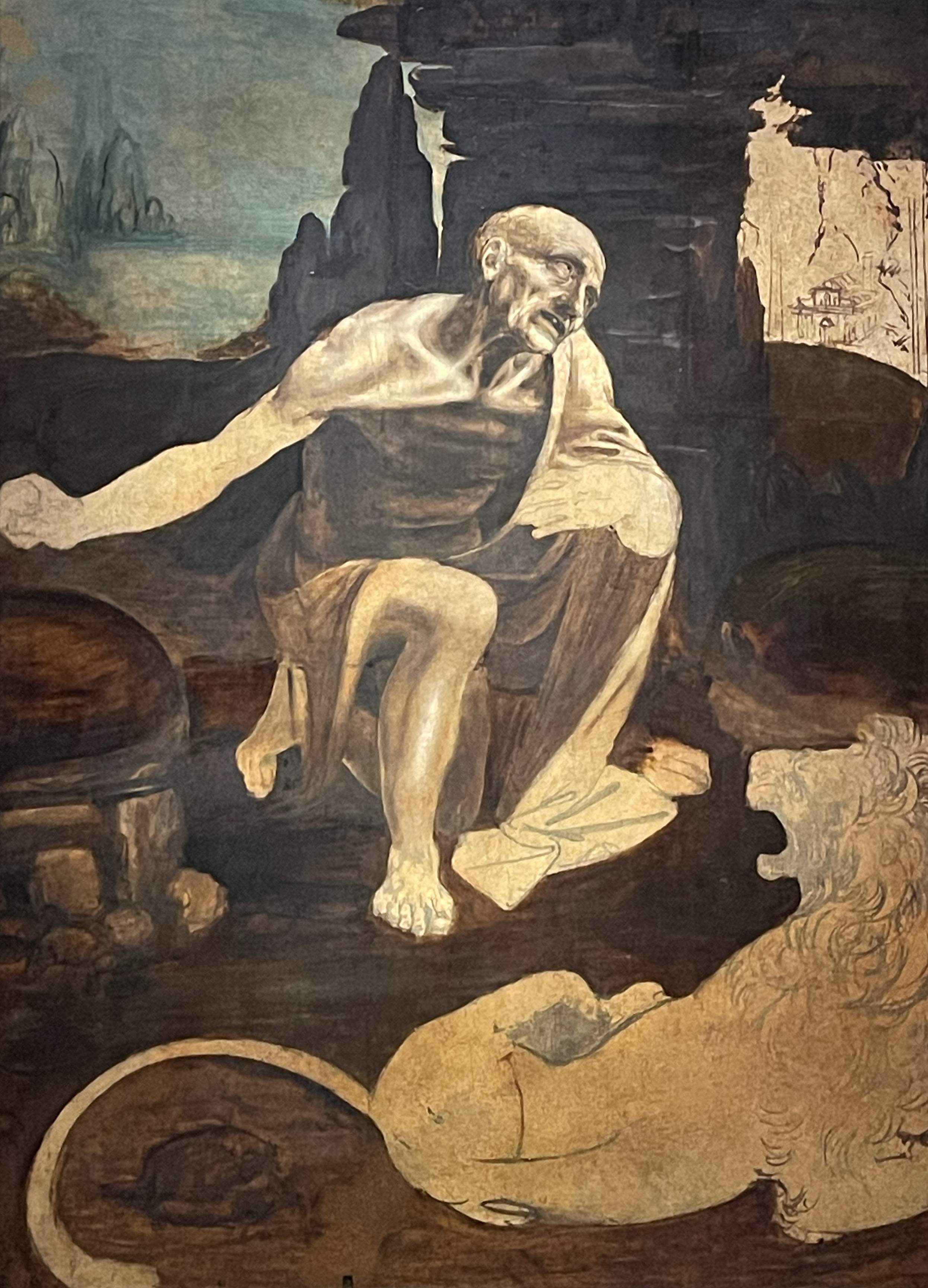
یک عکس از نقاشی رنگ روغن سنت جروم در بیابان از لئونلردو داوینچی

### شام آخر
لئوناردو نقاشی دیواری شام آخر را برای سفره خانهٔ کلیسای سانتاماریا یا دله گراتسیه در میلان نقاشی کرد. این نقاشی با آن که تا حدی از میان رفته است و این تا حدی نتیجهٔ کم تجربگی هنرمند در گزینش مواد کارش بوده است، و با آنکه بارها بخشی از ان را ترمیم کرده‌اند، از لحاظ صوری و عاطفی، گیراترین اثر او به‌شمار می‌رود. این نقاشی، نخستین ترکیب بندی بزرگ پیکره‌ای در دورهٔ رنسانس و تفسیر قطعی مضمون آن است. این اثر هنری نشانگر صحنه‌هایی از شام آخر روزهای پایانی عمر مسیح است آنطور که انجیل به آن اشاره کرده است. این نقاشی بر پایهٔ کتاب یوحنا، باب ۱۳ آیهٔ ۲۱ است آنجا که مسیح می‌گوید که یکی از ۱۲ حواری‌اش به وی خیانت خواهد کرد. مسیح و دوازده حواریش در اتاقی ساده و جادار، پشت میزی دراز به موازات سطح تصویر نشسته‌اند. صحنهٔ فوق‌العاده نمایشی این نقاشی، با گنجاندن گروه حواریون در محیطی عبوس و آرام، تأکید بیشتری یافته است. نقاشی دیواری شام واپسین و بخشی از زندگی لئوناردو که به آفریدن آن انجامید، بر روی هم، آمیزه‌ای از تکامل هنری سدهٔ پانزدهم و نخستین بیان سبک رنسانس پیشرفته در ایتالیای اوائل سدهٔ شانزدهم هستند. این نقاشی پر آوازه‌ترین تابلوی مذهبی به‌شمار می‌رود.

## پیکره‌تراشی‌ها و معماری
لئوناردو دا وینچی در روزگار خویش، به عنوان یک پیکر تراش و معمار شهرت کاملی داشت، ولی هیچ‌یک از مجسمه‌های ساخت وی باقی نمانده است و هیچ ساختمانی وجود ندارد که بتوان ساختش را به وی نسبت داد. از مشاهدهٔ انبوه نقشه‌های وی برای ساختمان‌های متراکم در مرکز، چنین بر می‌آید که لئوناردو از لحاظ علاقه به این نوع ساختمان با دیگر معماران دورهٔ رنسانس وجه مشترک داشته است. در میلان، لئوناردو به احتمال زیاد با دوناتو برامانته ی معمار در تماس بوده است و وی نیز به هنگام کشیدن طرح‌های اولیه اش برای کلیسای بزرگ سان پیترو در رم حتماً یکی از طراحی‌های لئوناردو را در نظر داشته است.
اما در عرصهٔ پیکر تراشی، لئوناردو طراحی‌های متعددی از پیکره‌های عظیم سوار بر اسب از خود برجای گذاشت، که یکی از آن‌ها به مراحل کمال رسید و به صورت مدلی برای یادبود خاندان اسفورتسا درآمد؛ این پیکرهٔ سوار بر اسب که از سوی فرانسویان به هنگام اشغال میلان در ۱۴۹۹ هدف‌گیری شده بود تکه‌تکه شد. لئوناردو از این رفتار فرانسویان با کارش، برآشفت و از میلان رفت و مدتی به عنوان مهندس نظامی برای چزاره بورجیا در دورهٔ تلاش وی برای تسلیم شهرهای رومانیا به دستگاه پاپها، کار کرد. سرانجام لئوناردو به میلان بازگشت و به خدمت فرانسویان درآمد. آنگاه به دعوت فرانسوای، شاه فرانسه، راهی آن کشور شد و آنجا به سال ۱۵۱۹ در کاخ کلو، بی‌آنکه اثری بر هنر آنروز فرانسه گذاشته باشد، چشم از جهان فروبست. دا وینچی مفهوم کامل فضا و سایه روشن را در هنر نقاشی به اوج رساند

## پژوهش‌های علمی

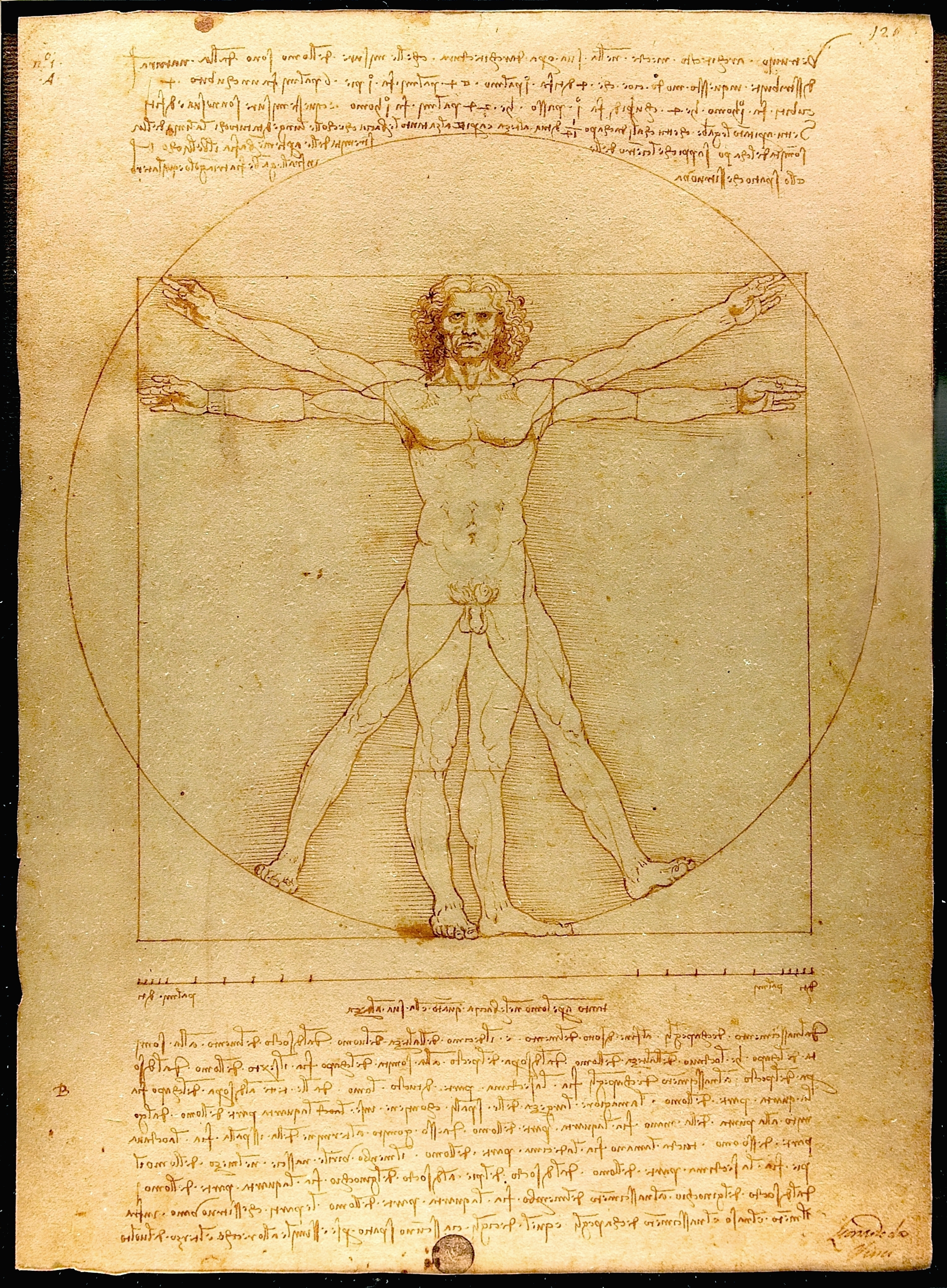
مرد ویترویوسی (۱۴۸۵ م) آکادمی، ونیز

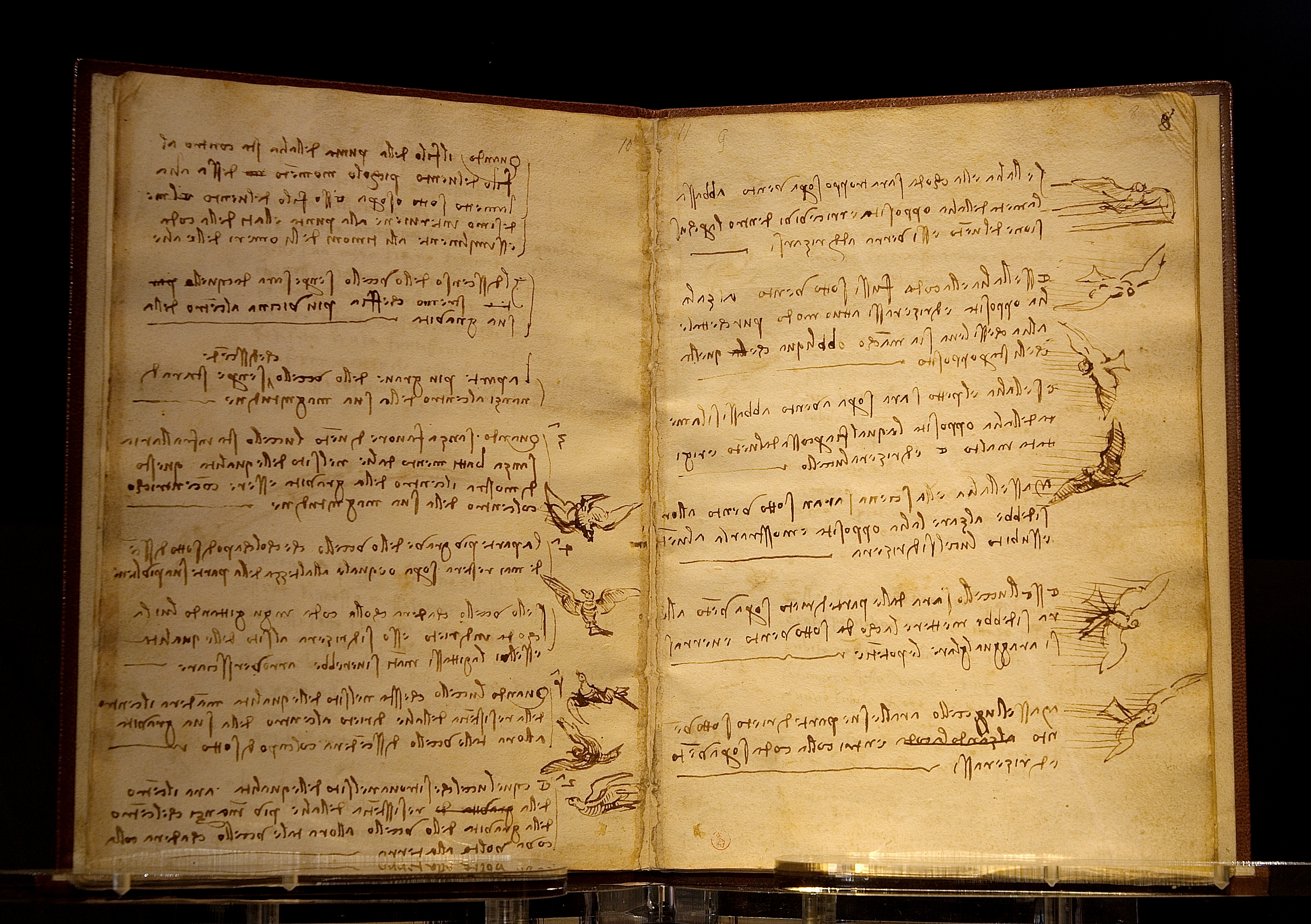
مستندات چگونگی پرواز پرندگان (نوشته‌ها در مقابل آینه قابل خواندن است)

لئوناردو دا وینچی نقاشی‌های بسیار اندکی را تکمیل کرد؛ کمال جویی، تجربه گرایی ناآرام و کنجکاوی بلندپروازانه، سبب پراکندگی کوششهایش شدند. با این حال، پروندهٔ بزرگی از اندیشه‌هایش در طراحی‌های موجود در یادداشت‌هایش برجا مانده است؛ و یکی از آن‌ها در سالهای ۱۶۶۰–۶۹ در شهر مادرید کشف شد. علاقهٔ او به علم در آخرین سالهای زندگی اش روز به روز فزونی می‌گرفت، و خودش نیز شناخت سراسر طبیعت را در مرکز علائقش قرار داده بود. پژوهش‌هایش در عرصهٔ کالبد شکافی، به کشیده شدن طراحی‌های فوق‌العاده دقیق و زیبا انجامید که از آن میان می‌توان به طراحی مدادی جنین در رحم اشاره کرد، که علی‌رغم پاره‌ای خطاها، چنان با واقعیت انطباق دارد که امروزه نیز می‌توان در آموزش پزشکی مورد استفاده اش قرار داد. گرچه لئوناردو نخستین دانشمند جهان امروزی نبود، مطمئناً مبتکر تصویرگری علمی، مخصوصاً در عرصهٔ نمایش اندرون و تک تک اجزاء و اندامها بوده است. دربارهٔ اهمیت این جنبه از کار لئوناردو، آروین پانوفسکی چنین گفته است: «… کالبد شکافی به عنوان یک علم بدون داشتن روشی برای حفظ مشاهدات در پرونده‌های نموداری و به صورت کامل و دقیق و سه‌بعدی، غیرممکن بود.»
نخستین بار دا وینچی بود که متوجه شد سالهای عمر هر درخت معادل تعداد حلقه‌هایی است که در مقطع افقی تنهٔ آن پدید آمده است. لئوناردو اولین کسی بود که اندام‌های بدن انسان را با برش مقطع طراحی کرد. گفته‌اند او برای درک بیشتر آناتومی بدن، اتودهای فیگوراتیو بسیاری از بدن مردگان می‌زد.
برخی از مسائلی که لئوناردو بر روی آن‌ها پژوهش انجام داد به شرح زیر می‌باشد:
- مطالعه پیرامون زمین‌شناسی و بحث‌های آن
- مطالعه بر روی آناتومی بدن انسان اسکلت ارگان‌های داخلی و رگ‌ها. بیمارستان آن زمان به دا وینچی جسد مردگان را برای کالبدشکافی می‌داد و او در حدود سی جسد را کالبدشکافی نمود و از بسیاری از اندام‌ها طرح‌هایی کشید. این طرح بعدها به محققان و هنرمندان کمک بسیاری برای کشیدن و شناخت بهتر بدن انسان نمود.
- مطالعه بر روی آناتومی بدن حیوانات همچون اسب‌ها سگ‌ها و خرس‌ها
- شناخت حالات چهرهٔ انسان
- چگونگی پرواز پرندگان
- آب و هوا و پدیده‌های آب و هوایی
- چگونگی جاری شدن آب
- مطالعه بر روی گیاهان و ساختار آنها
- نور، سایه، آیینه‌ها و عدسیها
- پرسپکتیو
- هندسه و اجسام جامد

## طرح‌های مهندسی و اختراعات

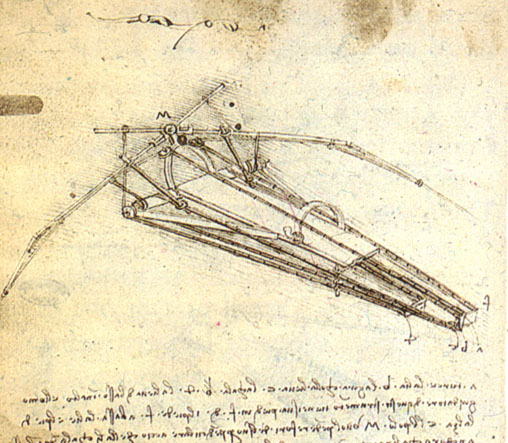
طرح یک ماشین پرنده از لئوناردو دا وینچی

دا وینچی علاوه بر نقاشی به عنوان یک مهندس نیز مشهور است. او در نامه‌ای به دوک میلان اظهار داشت که قادر به تهیه و ساخت دستگاه‌هایی برای دفاع از شهر و همچنین محاصرهٔ شهر دشمن است. هنگامی که او به ونیز گریخت، شاگردی را پیدا کرد که با کمک او توانست یک سنگر متحرک را طراحی کند. او حتی طرحی برای منحرف کردن مسیر رودخانهٔ آمو داشت، پروژه‌ای که نیکولو ماکیاولی نیز بر روی آن کار کرد. مقالات داوینچی شامل تعداد بسیار زیادی از اختراعات عملی و قابل اجرا و غیر عملی، شامل آلات موسیقی، پمپ‌های هیدرولیک، توپ‌های بخار، سپرهایی خاص و… می‌گشت.
تعداد زیادی از دست نوشته‌های داوینچی مربوط به طرح‌ها و نقشه‌های اختراعات او هستند. برخی از ابداعات او به شرح زیر است:
- طراحی برخی از لباس‌های مربوط به کارناوال‌ها و فستیوال‌ها و برخی از لباس‌های زرهی
- ماشین آلات جنگی همچون طراحی یک تانک زره‌پوش، یک تیرانداز غول پیکر و دستگاه خوف‌انگیز که با حرکت خود پاهای سربازان را قطع می‌کند. البته هیچ‌یک از این وسائل در زمان لئوناردو ساخته نشد.
- سدها و کانال‌های آب
- یک پل چوبی که قابلیت حمل داشت و می‌شد آن را از هم باز و دوباره سرهم کرد.
- وسایلی که با بال‌هایی قابلیت پرواز داشتند مانند هلی‌کوپتر، چتر نجات و گلایدر. چتر نجات ابداع داوینچی، و اولین طرح دستگاه پرس کار داوینچی است و در قرن بیستم ساخته شد و کار کرد.
- خط معکوس یکی دیگر از اختراعات داوینچی است. او برای این که کسی نتواند نوشته‌هایش را بخواند، نوعی خط را اختراع کرد که برعکس نوشته می‌شد و برای خواندن آن از آینه باید استفاده می‌شد. داوینچی می‌توانست به‌طور هم‌زمان با یک دستش نقاشی بکشد و با دست دیگرش متن بنویسد.

## نگارخانه

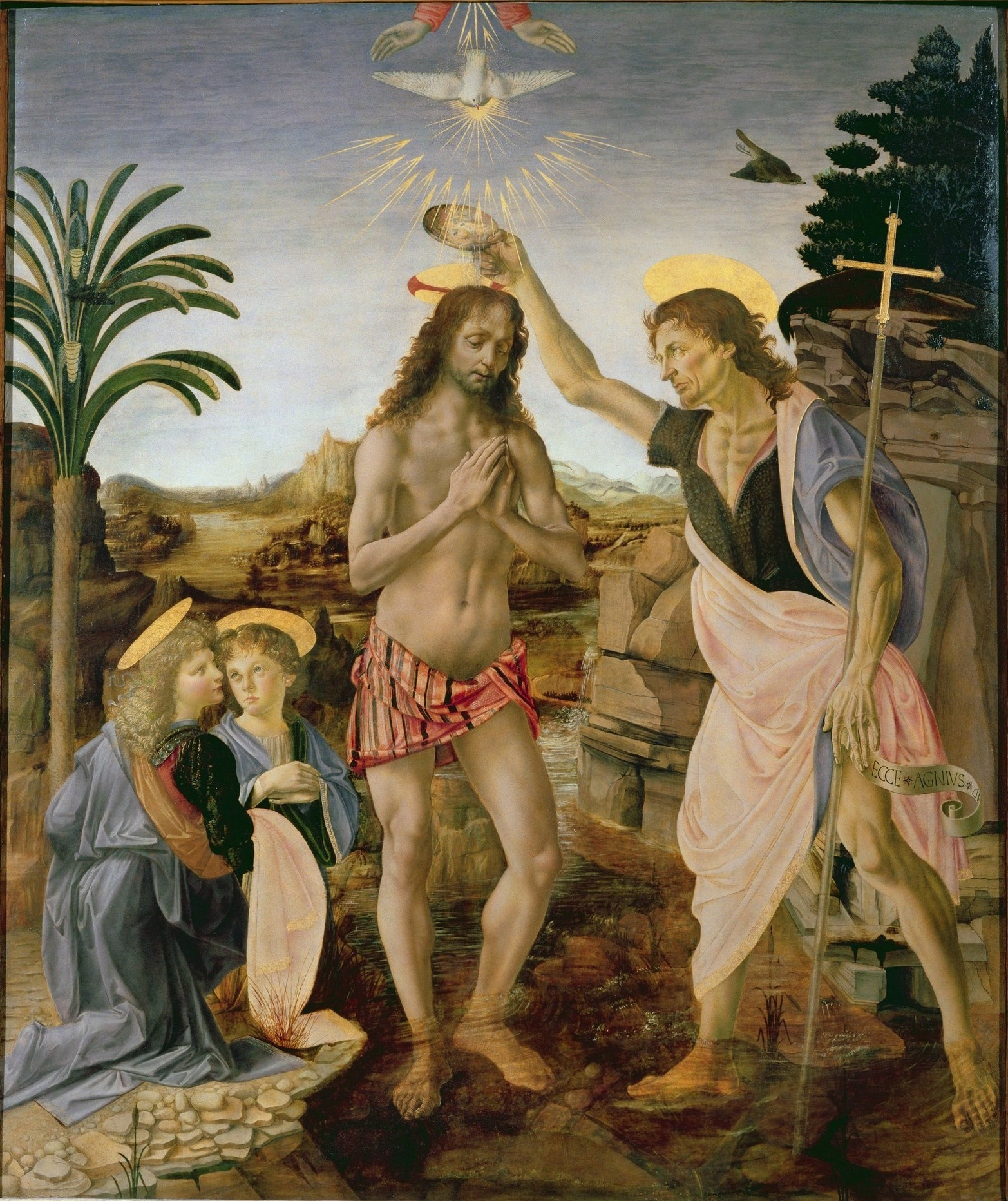
تعمید مسیح
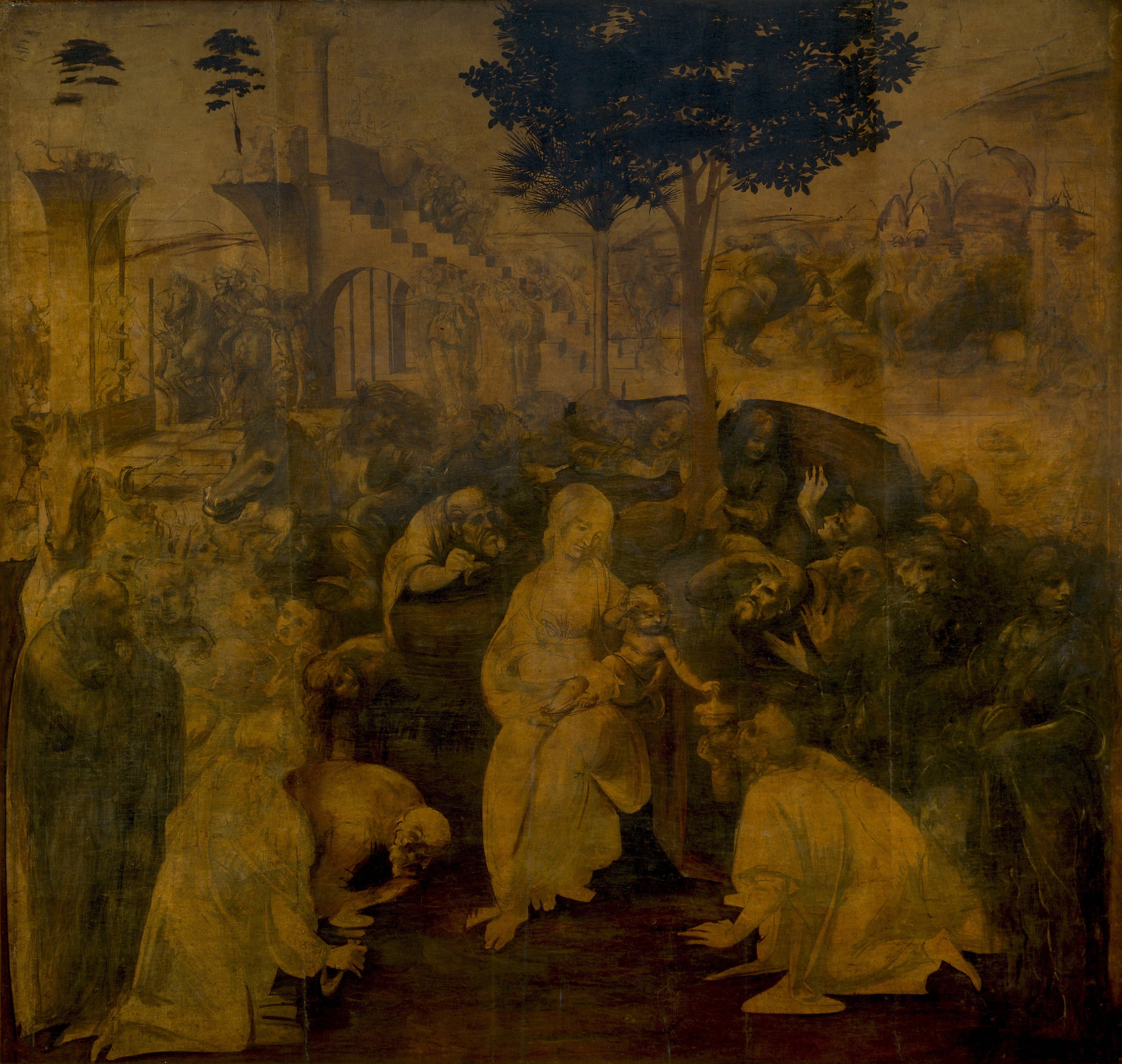
ستایش مغان
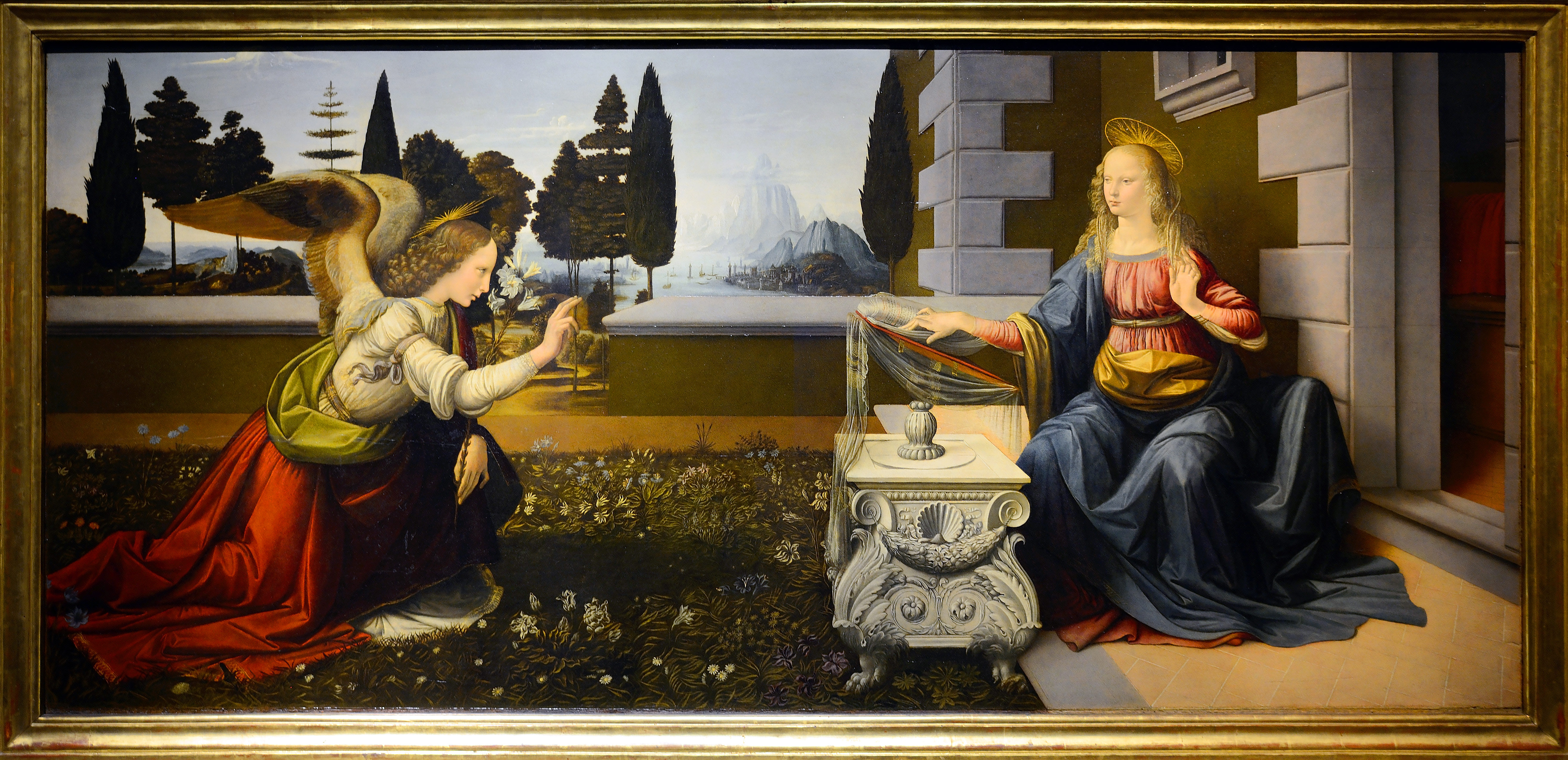
بشارت
حوالی ۱۴۷۲ م.
موزه اوفیتزی در فلورانس

مونا لیزا
بانویی با قاقم رنگ روغن روی چوب گردو - حوالی ۱۴۸۹ م. موزه ملی کراکف
باکره و کودک به‌همراه حنای قدیس رنگ روغن - حوالی ۱۵۰۳ م. موزه لوور
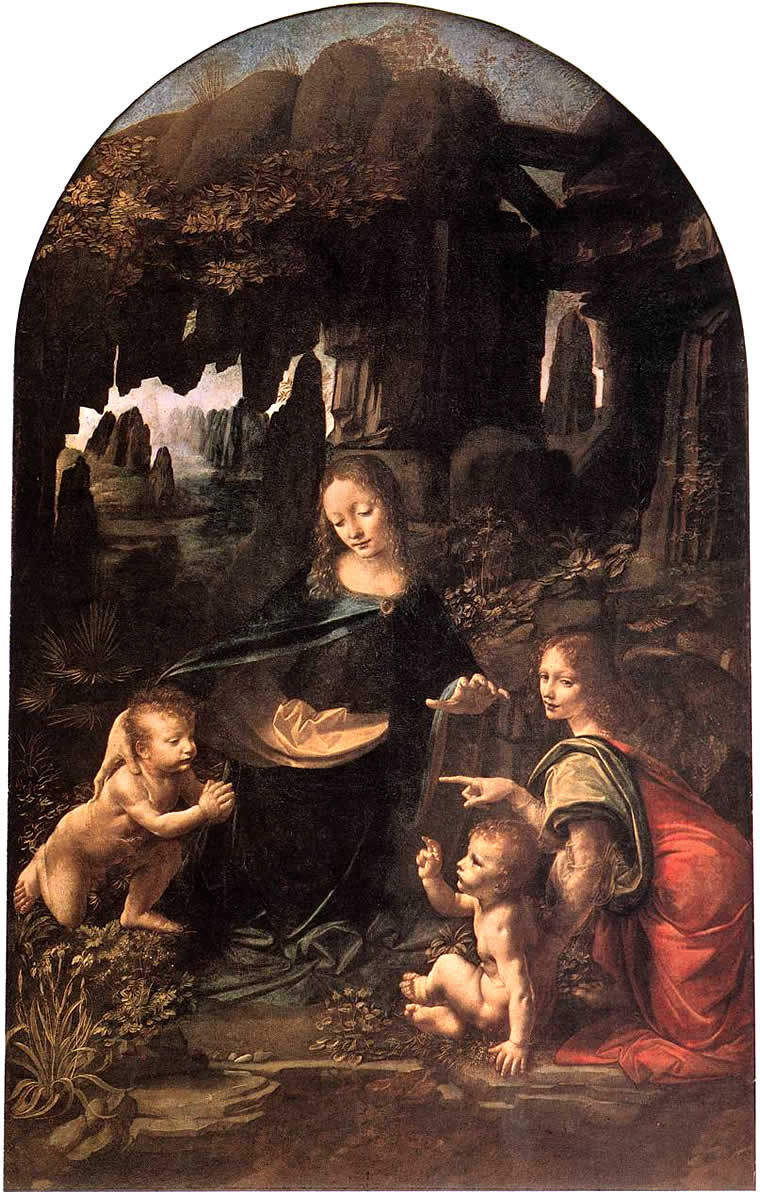
باکرهٔ صخره‌ها
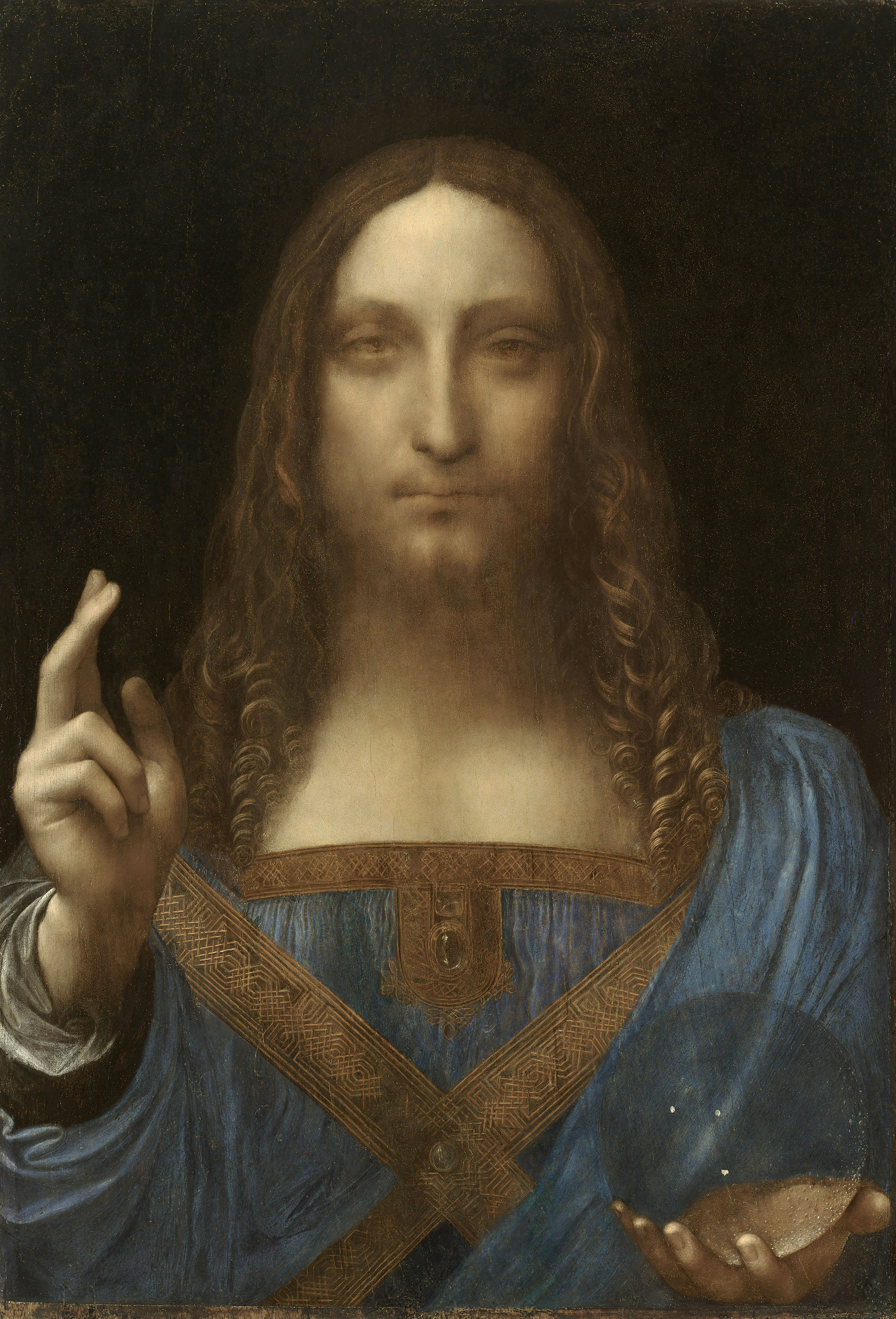
سالواتور موندی
۱۴۹۰-۱۵۱۹ م.
مجموعهٔ خصوصی